# Bralin (gmina)
Pour les articles homonymes, voir Bralin.
Bralin [ˈbralin] est une commune rurale de la Voïvodie de Grande-Pologne et du powiat de Kępno. Elle se situe à environ 6 kilomètres à l'ouest de Kępno et à 142 kilomètres au sud-est de la capitale régionale Poznań.
La commune compte 5 644 habitants en 2006.